# Estação Rybatskoie
Rybatskoie (em russo:  Рыбацкое) é a estação terminal da linha Nevsko-Vasileostrovskaia (Linha 3) do metro de São Petersburgo, no sentido sudeste.